# Fanny Janauschek
Fanny Janauschek (nacida Francesca Romana Magdalena Janauschek; 20 de julio de 1829 – 28 de noviembre de 1904) fue una actriz de teatro estadounidense nacida en Chequia.

## Biografía
Francesca Romana Magdalena Janauschek nació el 20 de julio de 1829 en Praga. Su madre trabajaba como lavandera en un teatro y su padre como sastre.
Llegó a Estados Unidos en 1867 y actuó por primera vez en la Academy of Music de la ciudad de Nueva York, el 9 de octubre de 1867, dirigida por Max Maretzek. No hablaba inglés, solo alemán, y a menudo trabajaba con elencos que solo hablaban inglés.
En los tres años transcurridos desde su llegada a Estados Unidos, dominó el inglés lo suficiente como para comunicarse con el público estadounidense y decidió establecer su residencia en ese país. Algunas de sus interpretaciones, especialmente la de Medea, fueron comparadas con las de la venerada actriz trágica italiana Adelaide Ristori. Su interpretación de Medea, de Franz Grillparzer, inspiró a William Dean Howells a escribir su novela A Modern Instance. Se hizo famosa interpretando grandes papeles de Shakespeare y otros papeles famosos. Destacó especialmente por interpretar a Meg Merrilies, un papel que Charlotte Cushman hizo famoso. En 1873, Janauschek protagonizó una adaptación de Bleak House, de Charles Dickens, en la que interpretó tanto a la heroína Lady Dedlock como a la asesina Mademoiselle Hortense.
Interpretó este doble papel en compañías itinerantes durante décadas. En 1900, Janauschek sufrió un derrame cerebral y quedó paralizada. Murió en 1904, parcialmente ciega y en bancarrota. Sus amigos y compañeros actores hicieron una colecta para darle un entierro digno en el Evergreen Cemetery, ciudad de Nueva York. Janauschek no tuvo descendencia conocida.